# Gianluca Vallero

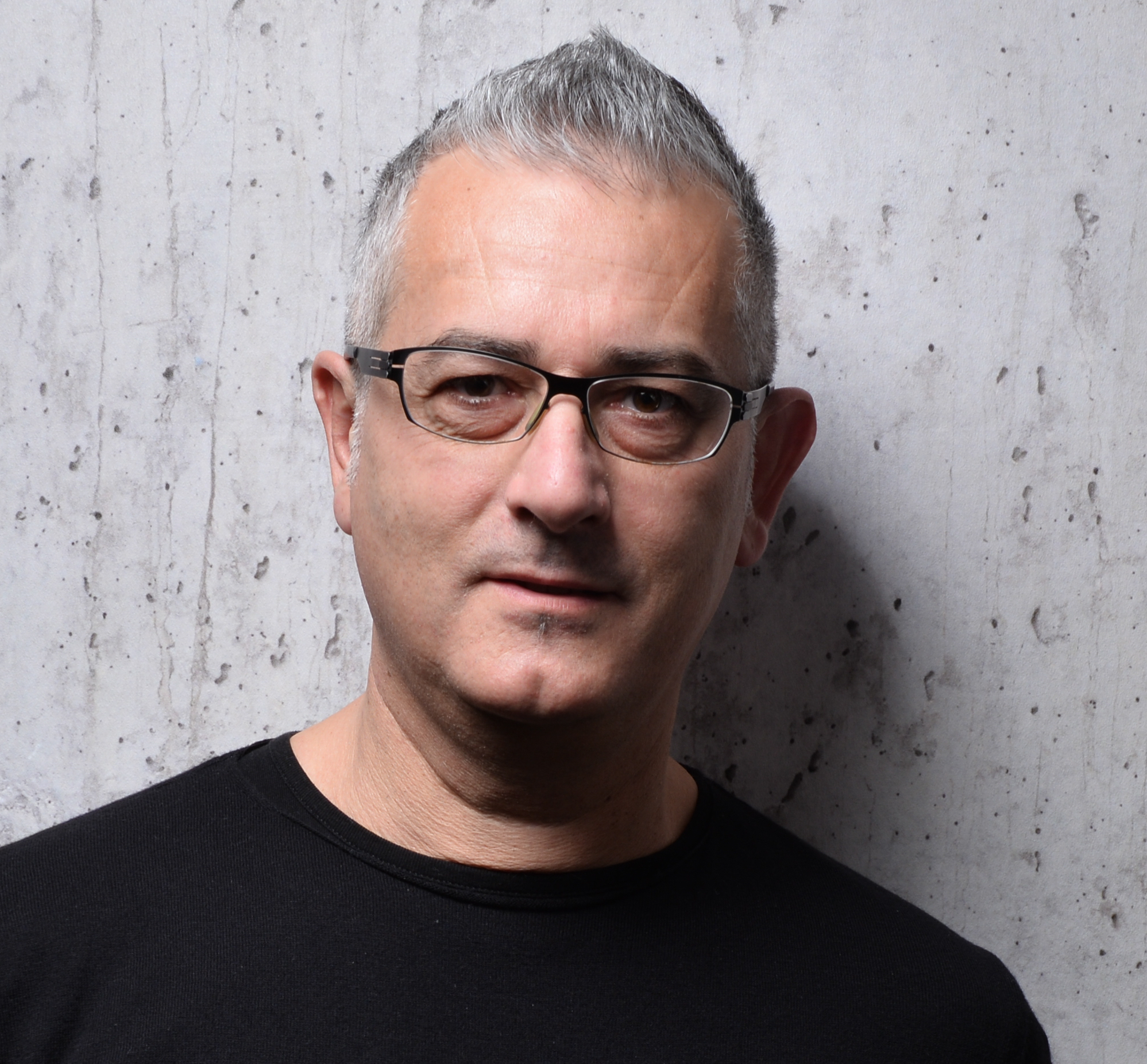
Gianluca Vallero, 2022

Gianluca Vallero (geb. 1966 in Castellamonte) ist ein italienischer Filmregisseur, Drehbuchautor, Synchronsprecher und Filmproduzent.

## Leben
Vallero wuchs auf in Rivara, einem kleinen Dorf in Piemont. Er machte einen Abschluss in Fremdsprachen und Literatur an der Universität Turin. 1991 zog er nach Berlin, wo er bis heute als Regisseur und Synchronsprecher für Fernseh- und Filmproduktionen arbeitet. Er verfasste Artikel über die deutsche Kultur und Politik, die in italienischen und schweizerischen Tageszeitungen wie Il Manifesto, Il Secolo XIX und Giornale del Popolo veröffentlicht wurden. Für DeutschlandRadio, Deutschlandfunk, WDR, RBB und andere öffentlich-rechtliche Hörfunksender war Gianluca Vallero als Autor für Beiträge zu kulturellen und gesellschaftlichen Themen tätig.
Als Synchronsprecher war Gianluca Vallero die deutsche Stimme italienischer Schauspieler wie Neri Marcorè in The Tourist (2010), Riccardo Scamarcio in John Wick 2 (2017) und in A Haunting in Venice (2023), sowie Salvatore Esposito in Fargo IV (2020). 2018 übernahm er die Rolle des Vaters im ARD Hörspiel 1933 war ein schlimmes Jahr von John Fante unter der Regie von Anja Herrenbrück und spielte mit Thomas Arnold und Leonard Scheicher.
1999 gründete Gianluca Vallero Finimondo Productions. Namensgeber war sein erster Kurzfilm Finimondo, der in der internationalen Independent-Filmszene Erfolge feierte. So erhielt er bei den Internationalen Filmfestspielen Berlin 2000 den New York Film Academy Scholarship Award in der Sektion Panorama, viele weitere Auszeichnungen folgten.
Im Jahr 2003 arbeitete Vallero als Regieassistent eng mit Gianni Amelio, der mehrfach mit dem europäischen Filmpreis ausgezeichnet wurde, zusammen und unterstützte dessen internationale Produktion Die Hausschlüssel (2004).
Finimondo Productions produzierte eine Reihe von Filmen mit fiktionalen oder dokumentarischen Inhalten, die auf internationalen Filmfestivals ausgezeichnet wurden.
Als Drehbuchautor und Regisseur ist Gianluca Vallero besonders daran interessiert, Geschichten von und über Menschen mit verschiedenen kulturellen Hintergründen zu erzählen, wie in seinem Dokumentarfilm Balkan Dreams – Ein Leben im 9/16 Takt, der beim Filmfestival Visions du Réel 2018 in Nyon gezeigt wurde. Sein Spielfilm The Woddafucka Thing hatte 2023 Premiere beim Filmfest Bremen, wo er den 1. Jurypreis als Bester Deutschsprachiger Film gewann. Der Film kam am 24.01.2024 in die deutschen Kinos.

## Filmografie
- 1999: Finimondo
- 2002: Das Geschenk
- 2004: Arie – (AFI – Los Angeles International Film Festival 2005)
- 2004: Company Down
- 2007: Cara Giovanna
- 2012: Der Italiener
- 2014: Remember a Day – Echoes of Life
- 2016: Balkan Dreams: ein Leben im 9/16 Takt
- 2023: The Woddafucka Thing

 Regieassistenz 
- 2004: Die Hausschlüssel (Le chiavi di casa) – (Best Italian Film 2005)

## Auszeichnungen
- 2000: Internationale Filmfestspiele Berlin – Panorama New York Film Academy Scholarship Award für Finimondo
- 2000: Interfilm Berlin – Local Hero Award für Finimondo
- 2000: Exground Filmfest Wiesbaden – Publikumspreis für Finimondo
- 2000: Regensburger Kurzfilmwoche – Publikumspreis für Finimondo
- 2000: Otto Ludwig Piffl Preis Berlin – Publikumspreis für Finimondo
- 2004: Britspotting Filmfestival Berlin – 2. Jury-Preis für Company Down
- 2012: Young Collection – 1. Jurypreis für Der Italiener[31]
- 2023: Filmfest Bremen – 1. Jurypreis als Bester Deutschsprachiger Film für The Woddafucka Thing
- 2023: Montelupo Fiorentino International Independent Film Festival – Best Comedy für The Woddafucka Thing[32]
- 2023: Brighton Rocks International Film Festival – Honorable Mention für The Woddafucka Thing
- 2023: Catania Film Fest – Special Mention Best European Independent Film für The Woddafucka Thing
- 2024: Deutscher Schauspielpreis - Nominierung von Dela Dabulamanzi als beste Schauspielerin in einer komödiantischen Rolle in The Woddafucka Thing